# CompuServe
CompuServe（コンピュサーブ、コンプサーブ、CIS）は、アメリカ合衆国のパソコン通信会社であり、同社が提供していたパソコン通信サービスのブランドである。
かつてはアメリカ最大のパソコン通信会社であったが、1995年、後発のAOL(America Online)に会員数で追い抜かれ、1997年、AOLとワールドコムに買収され子会社になった（そのAOLも2021年にYahoo!の一部門になっている。またワールドコムは2002年に会社更生となった）。
CompuServeの本来のパソコン通信サービスであるCompuServe Classicは2009年6月30日にサービスを終了し、AOLのサービスの別ブランドであるCompuServe 2000のみが残った。
CompuServeは日本の大手パソコン通信会社であるニフティ株式会社とも提携しており、ニフティはCompuServeの代理店業務を行っていた。また、日本国内でのパソコン通信であるニフティサーブからCompuServeに接続することもできた。主な接続方法には、専用線であるコンピュサーブネットワーク（GO CPS）経由と、CompuServe Information Service（GO CIS）経由があり、その他INFONET、TYMNET、VENUS-P等を経由して接続する方法もあった。また、telnetからも接続できた。なお、ニフティサーブは2006年3月31日までにすべてのパソコン通信サービスを終了している。